# Myagdi (dystrykt)

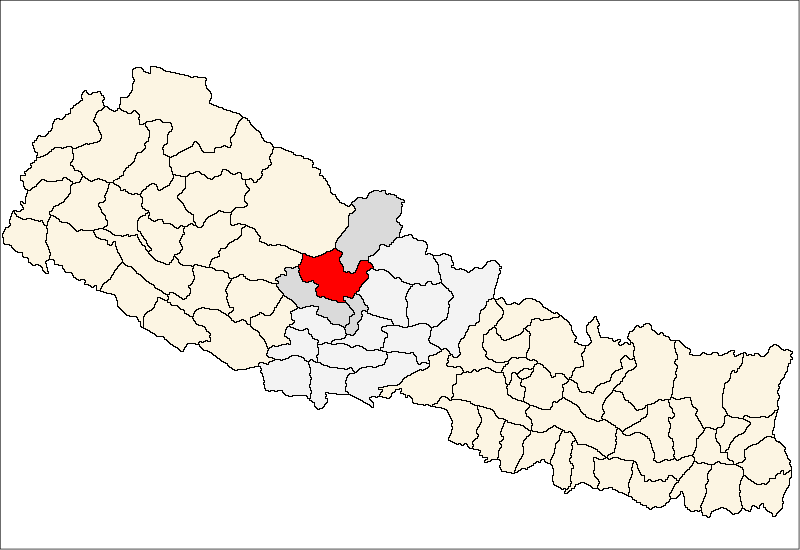
Dystrykt Myagdi

Dystrykt Myagdi (nep. म्याग्दि) – jeden z siedemdziesięciu pięciu dystryktów Nepalu. Leży w strefie Dhawalagiri. Dystrykt ten zajmuje powierzchnię 2297 km², w 2001 r. zamieszkiwało go 114 447 ludzi. Stolicą jest Beni.